# 부부 (드라마)
《부부》는 TBC에서 1975년 10월 12일부터 방영된 주간 단막극으로, 한 부부를 중심으로 펼쳐지는 가족 드라마이다.

## 등장 인물
- 김세윤
- 김창숙

## 수상
- 1978년 제15회 백상예술대상 작품상